# Pseudohydromys
A Pseudohydromys az emlősök (Mammalia) osztályának a rágcsálók (Rodentia) rendjébe, ezen belül az egérfélék (Muridae) családjába tartozó nem.

## Rendszerezés
A nembe az alábbi 12 faj tartozik:
- Pseudohydromys berniceae Helgen & Helgen, 2009[1]
- Pseudohydromys carlae Helgen & Helgen, 2009[1]
- Pseudohydromys eleanorae Helgen & Helgen, 2009[1]
- Pseudohydromys ellermani Laurie & Hill, 1954 - szinonimája: Mayermys ellermani
- rövidfarkú mocsáripatkány (Pseudohydromys fuscus) Laurie, 1952 - szinonimája: Neohydromys fuscus
- Pseudohydromys germani (Helgen, 2005a)[2]
- keleti cickányegér (Pseudohydromys murinus) Rümmler, 1934 - típusfaj
- Pseudohydromys musseri (Flannery, 1989)
- nyugati cickányegér (Pseudohydromys occidentalis) Tate, 1951
- Pseudohydromys patriciae Helgen & Helgen, 2009[1]
- Pseudohydromys pumehanae Helgen & Helgen, 2009[1]
- Pseudohydromys sandrae Helgen & Helgen, 2009[1]